# 岡田光世
岡田 光世（本名：塩崎 光世〈しおざき みつよ〉、1960年9月28日 - ）は、日本の作家・エッセイスト。

## 経歴について
東京都杉並区出身。青山学院高等部在籍中に米国、ウィスコンシン州 の高校に1年間留学。両校を卒業。青山学院大学在籍中に協定校Ohio Wesleyan Universityに留学。青山学院大学を卒業後、New York University大学院英米文学科でCreative Writingを学び、修士号取得。読売新聞米国現地紙「読売アメリカ」の記者を経て、作家・エッセイストとして活躍する。ジャーナリストとしても、アメリカの教育や家族、社会問題などを執筆。ニューヨークを舞台に人と人とのささやかな温かい触れ合いを描いた『ニューヨークのとけない魔法』をはじめとする「ニューヨークの魔法」シリーズ（文春文庫）がロングセラーとなっている。エッセイに英文を織り交ぜるという独自のスタイルを生み出した。

## 作品一覧

### エッセイ「ニューヨークの魔法」シリーズ（全9巻）
- 『ニューヨークのとけない魔法』文春文庫、文藝春秋　2007年
- 『ニューヨークの魔法は続く』　文春文庫、文藝春秋　2008年
- 『ニューヨークの魔法のことば』文春文庫、文藝春秋　2010年
- 『ニューヨークの魔法のさんぽ』文春文庫、文藝春秋　2011年
- 『ニューヨークの魔法のじかん』文春文庫、文藝春秋　2014年
- 『ニューヨークの魔法をさがして』文春文庫、文藝春秋　2015年
- 『ニューヨークの魔法の約束』文春文庫、文藝春秋　2016年
- 『ニューヨークの魔法のかかり方』文春文庫、文藝春秋　2017年
- 『ニューヨークの魔法は終わらない』文春文庫、文藝春秋　2019年
- 『「ニューヨークの魔法」シリーズ特別編　世界にひろがれ、とけない魔法』文春e-Books、文藝春秋　2019年（※電子書籍のみ。Apple Booksブックストアで無料配信）[3]

### 選集収録
- 随筆「手をふる」 『ベスト・エッセイ 2015』日本文藝家協会編、光村図書出版　2015年

### 新書
- 『ニューヨーク日本人教育事情』岩波新書、岩波書店 1993年
- 『アメリカの家族』岩波新書、岩波書店 2000年

### 英語漫画「奥さまはニューヨーカー」シリーズ（全5巻）
- 『奥さまはニューヨーカー』幻冬舎文庫、幻冬舎　2009年
- 『奥さまはニューヨーカー See you later, alligator.』幻冬舎文庫、幻冬舎　2009年
- 『奥さまはニューヨーカー Shotgun Wedding』幻冬舎文庫、幻冬舎　2009年
- 『奥さまはニューヨーカー Nine Ninety-Nine』幻冬舎文庫、幻冬舎　2009年
- 『奥さまはニューヨーカー Going Home』幻冬舎文庫、幻冬舎　2009年

### 英語漫画単行本　のちに幻冬舎より文庫化
- 『アメリカ駐在物語』研究社 1993年
- 『アメリカ駐在物語 ２』研究社　1994年
- 『奥さまはニューヨーカー (上)』研究社　2004年
- 『奥さまはニューヨーカー (下)』研究社　2004年

### エッセイ単行本
- 『ニューヨークがやさしい』研究社　1996年　のち文庫
- 『ニューヨークが紡いだことば』Nova books　2000年　のち文庫
- 『ニューヨークが教えてくれた幸せなことば』中経出版　2007年　のち文庫
- 『タイツ男の非日常英会話』幻冬舎　2009年
- 『ニューヨークを探して』大和書房　2013年　のち文庫
- 『泣きたくなるほど愛おしいニューヨークの魔法のはなし』清流出版　2014年
- 『ニューヨークが教えてくれた"私だけ"の英語 "あなたの英語"だから、価値がある』CCCメディアハウス 2022年

## 関連資料
- 「あおやま すぴりっと」『青山学報(雑誌)』2015年 Spring 251号  青山学院本部広報部、2015年